# Атинска демокрация
Атинска демокрация е първата известна форма на демокрация в света, появила се през V век пр.н.е. в Древна Атина – древногръцки полис, състоящ се от днешния град Атина и околната територия в Атика. Други гръцки полиси също са използвали тази форма по примера на Атина, но атинският модел е най-добре документиран. Той е система на пряка демокрация, при която гражданите гласуват директно законите и нормативните актове.
Информация за нея дава Аристотел чрез произведението си Атинска полития, единственият негов труд за демокрациите в Античността, запазен почти напълно. Известно е, че произведенията му, посветени на различни демокрации, надвишават сто, но някои от тях са изгубени, от други са запазени само фрагменти и не дават цялостна картина на демократичното устройство в съответния полис.
В своя апогей Атинската демокрация представлява система, в която всеки пълноправен атински гражданин е обществено-политически ангажиран, той е избиран в Булето като представител на своята фила и е избиран за съответната длъжност в него, посредством жребий или чрез гласуване, като всяка длъжност е мандатна – една година, или един ден, или друг срок в зависимост от длъжността; в Ареопага, но след като е заемал длъжността на архонт, всъщност в него се влиза по право и мандатността е доживотна. Пълноправният атински гражданин е избиран за колегиите на 9-те архонти и 9-те стратези, които имат съответно функции на политически и военни водачи, и също са мандатни. Това са висши органи, за които са избирани граждани от двата най-богати социални слоя.
Основна политическа роля в Атина е имала Еклесията (Народното събрание), в която е имал право на достъп всеки атински гражданин без значение на произход и имуществен ценз, можел е да бъде избиран по списък от всяка фила, също така е имал право да внася предложения за промяна на съществуващ закон или за разглеждане на свой законопроект, гласува при предложение на за изгонване на някой гражданин от полиса, за когото се счита, че е заплаха за демокрацията (т. нар. остракизъм, т.е. гласуване чрез остракон (глинен чиреп)и други подобни права. Също право на достъп и право да бъде избиран е имал всеки гражданин в Хелиеята (подобно на Апелационен съд) без ограничения на произход и имущество.
Извън тези органи са съществували и още много други обществено-политически длъжности, чрез които цялото гражданство е било ангажирано в управлението на полиса. Освен това имотните граждани са били задължени да извършват общественополезни дейности, подобно на съвременните благотворителни акции, това са т. нар. литургии. При литургията гражданинът на собствени разноски строи например кораби за флота, организира конкурси за писане на драма, строи обществени сгради и др.
Едно от най-съществените въведения е заплащането на държавните длъжности от държавната хазна, въведено от Перикъл. По този начин в политическото управление влизат и най-бедните, т. нар. тети (четвъртият социален слой според социалната стратификация на Солон).